# Anopheles baezai
Anopheles baezai este o specie de țânțari din genul Anopheles, descrisă de Gater în anul 1933. Conform Catalogue of Life specia Anopheles baezai nu are subspecii cunoscute.